# Neurigona australis
Neurigona australis är en tvåvingeart som beskrevs av Van Duzee 1913. Neurigona australis ingår i släktet Neurigona och familjen styltflugor. Inga underarter finns listade i Catalogue of Life.